# The Lost Tape
The Lost Tape er et opsamlingsalbum fra den svenske musiker og komponist Eddie Meduza fra 2016. Albummet indeholder 5 tidligere ikke udgivne demooptagelser og et cover af "I Believe I'll Dust My Broom".

## Spor
Alle sange skrevet og komponeret af Eddie Meduza, undtagen hvor noteret.
| 1. | "Ska Du Ha En Jävla Höger? (demo)" |             | 03:19 |
| 2. | "Roll Over Beethoven (demo)"       | Chuck Berry | 01:43 |
| 3. | "Operator (demo)"                  |             | 01:25 |

.
| 1. | "Flickan I Huset Mittemot (demo)" |                | 02:41 |
| 2. | "Nu E' De' Jag (demo)"            |                | 02:20 |
| 3. | "I Believe I'll Dust My Broom"    | Robert Johnson | 01:17 |